# Anton Dostler
Anton Dostler (sinh ngày 10 tháng 5 năm 1891 mất ngày 01 tháng 12 năm 1945) là một Thượng tướng Bộ binh trong quân đội Đức Quốc xã, tham gia toàn bộ Thế chiến II. Trong phiên tòa đầu tiên của liên quân sau chiến tranh, Dostler đã bị xét xử và kết tội; tội ác chiến tranh và đã bị xử bắn.